# Capricorn (Schiff)
Die Capricorn (seit 2019 abgekürzt Apri) ist eine 1999 in Dienst gestellte, zuletzt von der italienischen Reederei Tirrenia – Compagnia italiana di navigazione betriebene Schnellfähre. Das 2007 aus Kostengründen ausgemusterte Schiff gehört seit 2019 der in Zypern ansässigen Reederei Seajets, kam aber nicht wieder in Fahrt und liegt seitdem bei Chalkida.

## Geschichte
Die Capricorn entstand unter der Baunummer 6046 in der Werft von Fincantieri in Riva Trigoso und lief am 12. Dezember 1998 vom Stapel. Nach der Ablieferung an die Tirrenia – Compagnia italiana di navigazione nahm das Schiff am 15. Juni 1999 den Fährdienst zwischen Genua, Porto Torres und Olbia auf. Die Capricorn gehörte zu einer aus vier Einheiten bestehenden Klasse von Schnellfähren, die als Jupiter MDV 3000 bezeichnet wurden. Ihre Schwesterschiffe sind bzw. waren die Aries (2011 abgewrackt), die Scorpio und die Taurus (2011 abgewrackt).
Die Capricorn war aufgrund ihres Antriebs und ihrer hohen Geschwindigkeit sehr kostenintensiv, weshalb sie 2003 aufgelegt wurde. 2004 und 2005 wurde sie für den Betrieb zwischen Fiumicino und Golfo Aranci reaktiviert und 2007 an die italienische Reederei Siremar verchartert, aber schließlich 2007 endgültig in Neapel ausgemustert. Die seit Mai 2008 in Genua liegende Fähre verbrachte die nächsten Jahre ungenutzt, ehe sie im Juli 2011 unter der Flagge von St. Vincent und die Grenadinen zum Abbruch ins türkische Aliağa verkauft wurde, wo im selben Jahr auch zwei ihrer Schwesterschiffe endeten. Die Capricorn traf am 29. Juli in der Abwrackwerft ein, ging aber noch vor Beginn der Abbrucharbeiten im November 2011 an die Avid Ltd. mit Sitz in West Palm Beach, die einen Umbau des Schiffes zur Luxusyacht planten.
Die Capricorn ankerte zunächst in Zadar, dann ab 2014 in der Werft von Viktor Lenac in Rijeka. Der zunächst geplante Umbau erfolgte jedoch nicht. Stattdessen lag das Schiff weiter auf, ehe es im Juni 2019 in den Besitz der in Zypern ansässigen Reederei SeaJets ging, die mit der Tera Jet (ehemals Scorpio) das letzte noch aktive Schiff der Baureihe betreiben. Die Capricorn erhielt den verkürzten Namen Apri und wurde unter der Flagge der Komoren nach Chalkis überführt, wo sie seitdem aufliegt. Pläne zur Reaktivierung der Fähre sind nicht bekannt.